# Геторф
Геторф (њем. Gettorf) општина је у њемачкој савезној држави Шлезвиг-Холштајн. Једно је од 165 општинских средишта округа Рендсбург. Према процјени из 2010. у општини је живјело 6.758 становника. Посједује регионалну шифру (AGS) 1058058, NUTS (DEF0B) и LOCODE (DE GEF) код.

## Географски и демографски подаци
Геторф се налази у савезној држави Шлезвиг-Холштајн у округу Рендсбург. Општина се налази на надморској висини од 28 метара. Површина општине износи 9,4 km². У самом мјесту је, према процјени из 2010. године, живјело 6.758 становника. Просјечна густина становништва износи 723 становника/km².